# Dale A. Martin
Dale André Martin (magyarul: Martin Dale András) 1957-ben született osztrák-magyar üzletember. A Siemens Zrt. elnök-vezérigazgatója volt 2010-től 2021-ig. 2013 és 2019 között a Budapesti Német-Magyar Ipari és Kereskedelmi Kamara (DUIHK) elnöke volt.
A bécsi Theresianum és Kalksburg gimnáziumokba járt, majd a Bécsi Közgazdaságtudományi Egyetemen szerzett mesterdiplomát társadalmi és gazdasági tanulmányokból. Mandarin nyelvet is tanult a Nemzeti Tajvani Normál Egyetemen.

## Karrier
| Évek       | Pozició                                                                                       | Ország       |
| ---------- | --------------------------------------------------------------------------------------------- | ------------ |
| 2021–jelen | Elnök, EELISA                                                                                 | Nemzetközi   |
| 2010–2021  | Elnök-vezérigazgató (President & CEO), Siemens Zrt.                                           | Magyarország |
| 2004–2010  | Pénzügyi igazgató (CFO), Siemens s.r.o.                                                       | Szlovákia    |
| 2000–2003  | Pénzügyi igazgató (CFO)/alelnök/képviseleti igazgató, Siemens-Asahi Medical Technologies Ltd. | Japán        |
| 1995–1999  | Pénzügyi igazgató (CFO), Siemens Rt.                                                          | Magyarország |
| 1991–1995  | Pénzügyi igazgató (CFO)/társügyvezető igazgató, Siemens Telefongyár Kft.                      | Magyarország |
| 1989–1991  | Főigazgató-helyettes, AWT Services Ltd.                                                       | Hong Kong    |
| 1988–1989  | Területi igazgató, Kínai Népköztársaság, Taiwan és Dél-Korea, AWT Trading Ltd.                | Ausztria     |
| 1984–1987  | Területi igazgató, Magyarország, AWT International Trade and Finance Corporation              | Ausztria     |

## Egyéb tevékenységek
| Évek      | Pozició                                                               |
| --------- | --------------------------------------------------------------------- |
| 2019–2022 | Igazgatótanács tag, Német-Magyar Ipari és Kereskedelmi Kamara (DUIHK) |
| 2017–2021 | Tag, Magyar Nemzeti Versenyképességi Tanács (NVT)                     |
| 2016–2020 | Elnökségi tag, Magyar Kereskedelmi és Iparkamara (MKIK)               |
| 2013–2019 | Elnök, Német-Magyar Ipari és Kereskedelmi Kamara (DUIHK)              |

## Kitüntetések és díjak

### Nemzeti
- Ausztria: Osztrák Köztársaság Szolgálatáért Nagy Érdemrend (Großes Ehrenzeichen für Verdienste um die Republik Österreich) (2020)[12][13]
- Magyarország:
  - A Magyar Érdemrend középkeresztje (2021)[14]
  - A Magyar Érdemrend tisztikeresztje (2015)[15]
- Németország: A Németországi Szövetségi Köztársaság Szövetségi Érdemkeresztje (Bundesverdienstkreuz am Bande) (2023)[16]

### Egyéb
- Mercur Díj, Magyar Kereskedelmi és Iparkamara (2022)[17]
- Díszpolgár (Civis Honoris Causa), Budapesti Műszaki és Gazdasági Tudományi Egyetem (2020)[18]
- HIPA Personal Partnership Award (2020)[19]
- Német-magyar Barátsági Díj (Deutsch-Ungarische Freundschaftspreis) DWC (2019)[20]
- Magyar Gazdaságért Díj (2014)[21]
- Pro Facultate, BME villamosmérnöki és informatikai kar (2013)[22]